# За что? (фильм)
«За что?» (пол. Za co?) — польско-российский кинофильм 1995 года режиссёра Ежи Кавалеровича. Драма по мотивам одноимённого рассказа Льва Толстого.
Премьера фильма состоялась в России 18 января 1995 года, в Польше — 19 апреля 1996 года.

## Сюжет
Офицер Юзеф Мигурский за участие в польском восстании против царской России разжалован в солдаты и сослан на службу в прикаспийские степи. Его возлюбленная Альбина, оставив богатства и семью, приезжает к нему. Проходит несколько лет, но император отказывает в прошениях о смягчении участи Юзефа. Потеряв двоих родившихся в ссылке детей, Альбина уговаривает мужа совершить побег. Юзеф инсценирует самоубийство, а Альбина, получив дозволение уехать, просит разрешить похоронить детей на родине. По дороге в Царицын Юзеф прячется в ящике, куда якобы помещены гробики с телами детей Мигурских, однако замысел супругов разоблачает приставленный комендантом охранник — казак Лифанов. Юзеф в Царицыне вновь арестован. Лифанов, напиваясь, уходит в степь, повторяя: «Пить нельзя, обманывать нельзя, зла людям творить нельзя»…

## В ролях
- Магдалена Вуйцик — Альбина Ячевска
- Артур Жмиевский — Юзеф Мигурский
- Эмилия Краковская — Людвика, няня Альбины
- Дорота Садовска — Маша
- Степан Старчиков — казак Данило Лифанов
- Алексей Булдаков — капитан
- Анатолий Кузнецов — комендант Иван Гаврилович
- Наталья Аринбасарова — жена коменданта
- Валерий Носик — возница
- Хенрик Таляр — ссыльный Бжозовский
- Дариуш Бискупский — ссыльный Адам Росоловский
- Александр Лазарев — губернатор Царицына
- Агнешка Вагнер — Ванда Ячевска, сестра Альбины
- Роберт Розмус — ссыльный Заремба
- Эдвард Сосна — Ячевский, отец Альбины и Ванды
- Виталий Черменёв — эпизод
- Софья Тимченко — Михалинка
- Пётр Вавжиньчак — ссыльный Козловский
- Пётр Гонсовский — судья
- Анджей Шенайх — еврей
- Владимир Антоник — эпизод

## Съёмочная группа
- Режиссёр: Ежи Кавалерович
- Сценаристы: Валерий Пендраковский, Павел Финн, Александр Бондарев, Ежи Кавалерович
- Оператор: Михаил Агранович
- Композитор: Валерий Мягких
- Художники: Борис Бланк, Магдалена Дипонт, Владимир Постернак
- Продюсеры: Александр Михайлов, Вячеслав Врачёв

## Восприятие
Фильм был отмечен двумя номинациями на «Нику»: лучшая женская роль (Войцик) и работа художников-постановщиков (Бланк и Дипонт), а также представлен в основном конкурсе фестиваля «Кинотавр», где был принят критикой негативно.
Как отмечал Андрей Плахов, «Кавалерович довольно точно следует сюжету рассказа, хотя в основе его лежит не менее выразительная документальная история. И вторая часть её, не вошедшая ни в рассказ, ни в фильм, быть может, интереснее всего». По мнению критика, «на пересечении следов документа, канвы толстовского рассказа и кинематографической традиции „польской школы“ рождается цельный и ясный фильм классического толка». Он также высоко оценил операторскую работу Михаила Аграновича и работу художников — Бориса Бланка и Магдалены Диконт. Сергей Добротворский посчитал фильм Кавалеровича «размышлением живого классика о неисповедимых путях веры, наказания и вины».

## Рецензии
- Bieious U. Tolstoj wedlug Kawalerowicza // Wiadomosci Kulturalne. 1995. Nr 48. S. 5
- Maniewski M. Tylko chlod // Kino. 1996. Nr 6. S. 14-15
- А. С. Плахов. Ежи Кавалерович дал российскому кино урок профессии // Коммерсантъ, № 216 от 22 ноября 1995, стр. 1